# وس مانتگامری
جان لسلی "وس" مانتگومری(به انگلیسی: Wes Montgomery) (۱۹۲۵-۱۹۶۸) نوازنده آمریکایی گیتار جاز بود.
او در ایندیاناپولیس در ایالت ایندیانا بدنیا آمد. خانواده او همه اهل موسیقی بودند. او با استعدادی که داشت بدون آموختن نت‌خوانی می‌توانست نغمه هایی را که می‌شنید با گیتار اجرا کند.
در نواختن گیتار الکتریک پیک بکار نمی‌برد و با شست خود گیتار می‌زد.
کارها و سبک نواختن او بر بسیاری از گیتارنوازان موسیقی جاز و راک اثر گذاشته است. با توجه به توجهی که دیگر نوازندگان گیتار به سبک و روش او داشته‌اند، برخی او را تأثیرگذارترین گیتاریست همه دوران‌ها می‌دانند.